# Cnodocentron immaculatum
Cnodocentron immaculatum là một loài Trichoptera thuộc họ Xiphocentronidae. Chúng phân bố ở vùng Tân nhiệt đới.